# Chrysoprasis chalybea
Chrysoprasis chalybea är en skalbaggsart som beskrevs av Ludwig Redtenbacher 1868. Chrysoprasis chalybea ingår i släktet Chrysoprasis och familjen långhorningar. Inga underarter finns listade i Catalogue of Life.